# Aboriginal Australian Fellowship
Die Aboriginal-Australian Fellowship (AAF) wurde 1956 durch Pearl Gibbs und Faith Bandler gegründet. Die AAF war eine politische Organisation, die Aborigines und Nicht-Aborigines für soziale und politische Rechte zusammenführte.
Gibbs erkannte, dass es bei einer Durchsetzung von Interessen der Aborigines im Aborigines Welfare Board von New South Wales, der Hilfe und Unterstützung der weißen Bevölkerung bedarf. In dieser Organisation waren Mitglieder der Communist Party of Australia, Künstler, Schriftsteller, Mitglieder der jüdischen Gemeinden und der christlichen Kirchen vertreten.
Beachtung fand die AAF erstmals, als sie am 29. April 1957 in der Sydney Town Hall am 29. April 1957 ein Treffen durchführte und eine Protestnote verabschiedete, die verlangte, dass die Regierung direkt für die Angelegenheiten der Aborigines haftbar gemacht werden muss.
Die AAF führte Kampagnen gegen das rigide Verbot von Alkohol für Aborigines, gegen rassistische Diskriminierung in öffentlichen Einrichtungen, wie Schulen, Schwimmbädern und Filmtheatern in New South Wales durch und setzte sich für die Verbesserung der schulischen Ausbildung für Aborigines ein.
Pearl Gibbs erreichte, dass die AAF Beziehungen zu den Gewerkschaften in New South Wales entwickelte und Bert Groves war der erste Präsident der AAF. Die AAF war vertreten als das Federal Council for Aboriginal Advancement im Jahre 1958 in Adelaide gegründet wurde und sie löste sich im Jahre 1969 auf, als die Aborigines eigene Organisationen aufbauten.